# أورلايا طوباليانية
أورلايا طوباليانية (الاسم العلمي:Orlaya topaliana) هو نوع من النباتات يتبع جنس الأورلايا من الفصيلة الخيمية.